# Тюльпанне дерево
Тюльпанне дерево (Liriodendron) — рід квіткових рослин родини магнолієві (Magnoliaceae). Рід поширений у помірній зоні Північної Америки, у Південному Китаї та В'єтнамі. У плейстоцені дерево росло і у Європі, але зникло під час останнього льодовикового періоду.

## Класифікація
Порівняно недавно науковці розділяли родину магнолієвих на 12 родів, проте останні молекулярно-біологічні дослідження засвідчують, що 10 з цих родів (220 видів) слід об'єднати з родом Магнолія (Magnolia). Єдиним іншим родом у родині лишається тюльпанне дерево.
Рід містить два види:
- Liriodendron chinense (Hemsl.) Sarg. — ліріодендрон китайський
- Liriodendron tulipifera L. — тюльпанне дерево американське

Обидва види легко схрещуються та утворюють гібрид.

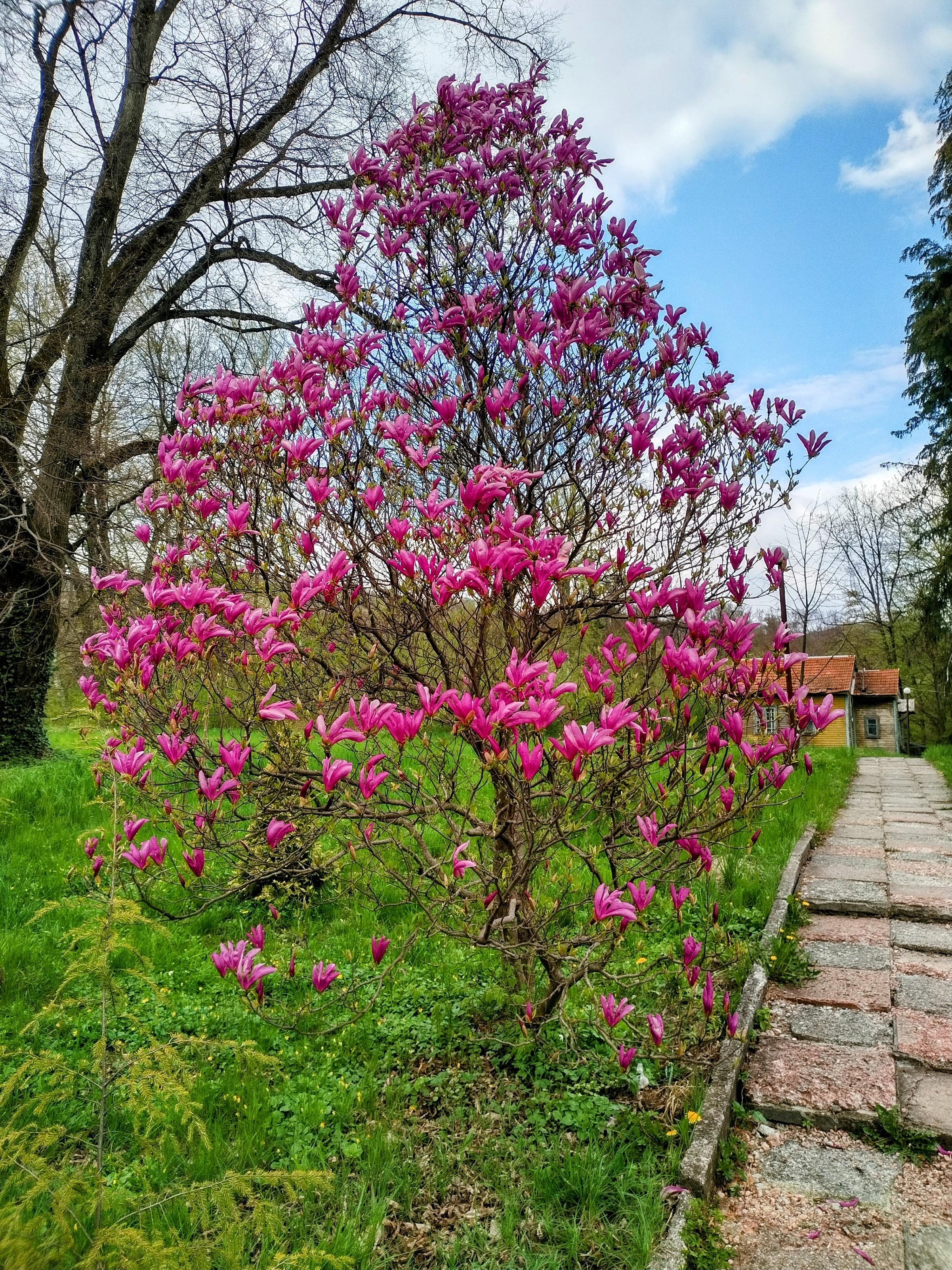
Квітуче тюльпанне дерево у парку санаторію "Карпати"